# Canottaggio ai Giochi della IX Olimpiade - Otto maschile

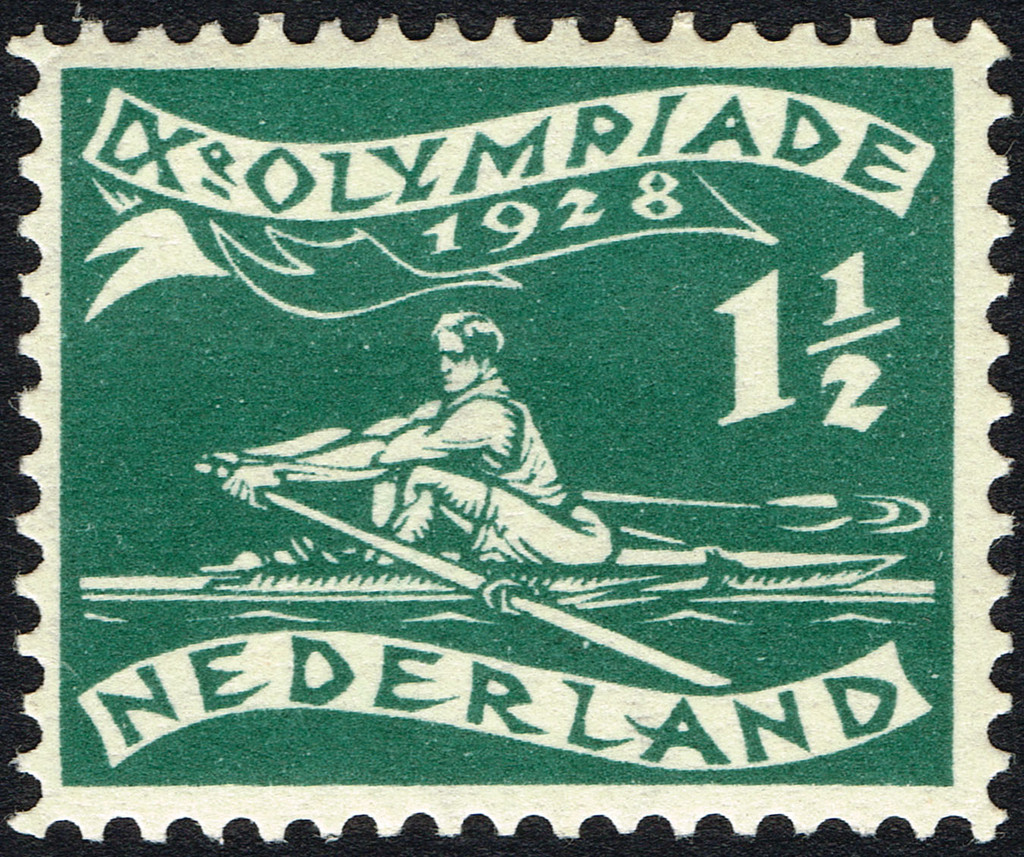
Francobollo commemorativo

La competizione dell'otto maschile dei Giochi della IX Olimpiade si è svolta dal 3 al 10 agosto 1928 a Sloten, Amsterdam.

## Risultati

### 1 turno
Si disputò il 2 agosto. I vincitori avanzarono al secondo turno. I perdenti al primo ripescaggio.
| Pos. | Nazione   | Atleti | Tempo  |
| ---- | --------- | --- | ------ |
| 1    | Canada    | Frederick Hedges, Frank Fiddes, Jack Hand, Herbert Richardson, Jack Murdoch, Athol Meech, Edgar Norris, William Ross, John Donnelly                            | 6'29"8 |
| 2    | Danimarca | Svend Aage Grønvold, Georg Sjøht, Bernhardt Møller Sørensen, Sigfred Sørensen, Ernst Friborg Jensen, Carl Schmidt, Willy Sørensen, Knud Olsen, Harry Gregersen | 6'35"6 |

| Pos. | Nazione     | Atleti | Tempo  |
| ---- | ----------- | --- | ------ |
| 1    | Polonia     | Otto Gordziałkowski, Stanisław Urban, Andrzej Sołtan-Pereświat, Marian Wodziański, Janusz Ślązak, Wacław Michalski, Józef Łaszewski, Henryk Niezabitowski, Jerzy Skolimowski | 6'37"0 |
| 2    | Paesi Bassi | Daan Ferman, Teun Beijnen, Jan Huges, Tjallie James, Appel Ooiman, Jaap Stenger, Hans Kruyt, Guus van Ditzhuyzen, Koos Schouwenaar                                           | 6'42"8 |

| Pos. | Nazione  | Atleti | Tempo  |
| ---- | -------- | --- | ------ |
| 1    | Germania | Karl Aletter, Ernst Gaber, Wilhelm Reichert, Erwin Hofstaetter, Hermann Herbold, Gustav Maier, Robert Huber, Hans Maier, Fritz Bauer | 6'33"0 |
| 2    | Francia  | J. Vuillard, Georges Berthet, L. Jeandet, E. Jeandet, Charles Massonat, Frédéric Thonin, J. Berthet, M. Gervasoni, A. Margaillan     | 6'44"8 |

| Pos. | Nazione     | Atleti | Tempo  |
| ---- | ----------- | --- | ------ |
| 1    | Stati Uniti | Marvin Stalder, John Brinck, Francis Frederick, William Thompson, William Dally, James Workman, Hubert A. Caldwell, Peter Donlon, Donald Blessing | 6'21"2 |
| 2    | Belgio      | Georges Anthony, Marcel Roman, H. Micha, J. Jonlet, A. Lambrecht Jr., André Lemaire, V. Denis, R. Macors, J. Van Malderen                         | 6'47"0 |

| Pos. | Nazione       | Atleti | Tempo  |
| ---- | ------------- | --- | ------ |
| 1    | Gran Bretagna | James Hamilton, Guy Oliver Nickalls, Felix Badcock, Donald Gollan, Harold Lane, Gordon Killick, Jack Beresford, Harold West, Arthur Sulley                 | 6'22"0 |
| 2    | Italia        | Medardo Lamberti, Arturo Moroni, Vittore Stocchi, Guglielmo Carubbi, Amilcare Canevari, Medardo Galli, Giulio Lamberti, Benedetto Borella, Angelo Polledri | 6'24"6 |

| Pos. | Nazione   | Atleti | Tempo  |
| ---- | --------- | --- | ------ |
| 1    | Argentina | Ernesto Black, Pedro Brise, Armin Meyer, Lázaro Iturrieta, Federico Probst, Leonel Sutton, Irving Bond, Gustavo Lanusse, Alberto Errecalde | 7'10"0 |

### Recuperi 1 turno
Si disputarono il 3 agosto i vincitori al secondo turno.
| Pos. | Nazione     | Atleti | Tempo  |
| ---- | ----------- | --- | ------ |
| 1    | Paesi Bassi | Daan Ferman, Teun Beijnen, Jan Huges, Tjallie James, Appel Ooiman, Jaap Stenger, Hans Kruyt, Guus van Ditzhuyzen, Koos Schouwenaar | 6'47"4 |
| 2    | Belgio      | Georges Anthony, Marcel Roman, H. Micha, J. Jonlet, A. Lambrecht Jr., André Lemaire, V. Denis, R. Macors, J. Van Malderen          | 6'47"8 |

| Pos. | Nazione | Atleti | Tempo  |
| ---- | ------- | --- | ------ |
| 1    | Italia  | Medardo Lamberti, Arturo Moroni, Vittore Stocchi, Guglielmo Carubbi, Amilcare Canevari, Medardo Galli, Giulio Lamberti, Benedetto Borella, Angelo Polledri | 6'37"8 |
| 2    | Francia | J. Vuillard, Georges Berthet, L. Jeandet, E. Jeandet, Charles Massonat, Frédéric Thonin, J. Berthet, M. Gervasoni, A. Margaillan                           | 6'50"8 |

| Pos. | Nazione   | Atleti | Tempo  |
| ---- | --------- | --- | ------ |
| 1    | Danimarca | Svend Aage Grønvold, Georg Sjøht, Bernhardt Møller Sørensen, Sigfred Sørensen, Ernst Friborg Jensen, Carl Schmidt, Willy Sørensen, Knud Olsen, Harry Gregersen | 6'53"2 |

### 2 turno
Si disputò il 4 agosto i vincitori ai quarti di finale, i perdenti che non hanno disputato il precedente recupero ai recuperi.
| Pos. | Nazione     | Atleti | Tempo  |
| ---- | ----------- | --- | ------ |
| 1    | Stati Uniti | Marvin Stalder, John Brinck, Francis Frederick, William Thompson, William Dally, James Workman, Hubert A. Caldwell, Peter Donlon, Donald Blessing              | 6'35"0 |
| 2    | Danimarca   | Svend Aage Grønvold, Georg Sjøht, Bernhardt Møller Sørensen, Sigfred Sørensen, Ernst Friborg Jensen, Carl Schmidt, Willy Sørensen, Knud Olsen, Harry Gregersen | 6'48"4 |

| Pos. | Nazione   | Atleti | Tempo  |
| ---- | --------- | --- | ------ |
| 1    | Germania  | Karl Aletter, Ernst Gaber, Wilhelm Reichert, Erwin Hofstaetter, Hermann Herbold, Gustav Maier, Robert Huber, Hans Maier, Fritz Bauer       | 6'31"6 |
| 2    | Argentina | Ernesto Black, Pedro Brise, Armin Meyer, Lázaro Iturrieta, Federico Probst, Leonel Sutton, Irving Bond, Gustavo Lanusse, Alberto Errecalde | 6'53"4 |

| Pos. | Nazione       | Atleti | Tempo  |
| ---- | ------------- | --- | ------ |
| 1    | Gran Bretagna | James Hamilton, Guy Oliver Nickalls, Felix Badcock, Donald Gollan, Harold Lane, Gordon Killick, Jack Beresford, Harold West, Arthur Sulley                                   | 6'30"6 |
| 2    | Polonia       | Otto Gordziałkowski, Stanisław Urban, Andrzej Sołtan-Pereświat, Marian Wodziański, Janusz Ślązak, Wacław Michalski, Józef Łaszewski, Henryk Niezabitowski, Jerzy Skolimowski | 6'43"2 |

| Pos. | Nazione     | Atleti | Tempo  |
| ---- | ----------- | --- | ------ |
| 1    | Italia      | Medardo Lamberti, Arturo Moroni, Vittore Stocchi, Guglielmo Carubbi, Amilcare Canevari, Medardo Galli, Giulio Lamberti, Benedetto Borella, Angelo Polledri | 6'54"0 |
| 2    | Paesi Bassi | Daan Ferman, Teun Beijnen, Jan Huges, Tjallie James, Appel Ooiman, Jaap Stenger, Hans Kruyt, Guus van Ditzhuyzen, Koos Schouwenaar                         | 6'59"0 |

| Pos. | Nazione | Atleti | Tempo  |
| ---- | ------- | --- | ------ |
| 1    | Canada  | Frederick Hedges, Frank Fiddes, Jack Hand, Herbert Richardson, Jack Murdoch, Athol Meech, Edgar Norris, William Ross, John Donnelly | 6'59"0 |

### Recupero 2 turno
Si disputò il 6 agosto il vincitore ai quarti di finale.
| Pos. | Nazione   | Atleti | Tempo  |
| ---- | --------- | --- | ------ |
| 1    | Polonia   | Otto Gordziałkowski, Stanisław Urban, Andrzej Sołtan-Pereświat, Marian Wodziański, Janusz Ślązak, Wacław Michalski, Józef Łaszewski, Henryk Niezabitowski, Jerzy Skolimowski | 6'24"6 |
| 2    | Argentina | Ernesto Black, Pedro Brise, Armin Meyer, Lázaro Iturrieta, Federico Probst, Leonel Sutton, Irving Bond, Gustavo Lanusse, Alberto Errecalde                                   | 6'33"0 |

### Quarti di finale
Si disputarono il 7 agosto i vincitori alle semifinali.
| Pos. | Nazione | Atleti | Tempo  |
| ---- | ------- | --- | ------ |
| 1    | Canada  | Frederick Hedges, Frank Fiddes, Jack Hand, Herbert Richardson, Jack Murdoch, Athol Meech, Edgar Norris, William Ross, John Donnelly                                          | 6'37"4 |
| 2    | Polonia | Otto Gordziałkowski, Stanisław Urban, Andrzej Sołtan-Pereświat, Marian Wodziański, Janusz Ślązak, Wacław Michalski, Józef Łaszewski, Henryk Niezabitowski, Jerzy Skolimowski | 6'42"2 |

| Pos. | Nazione       | Atleti | Tempo  |
| ---- | ------------- | --- | ------ |
| 1    | Gran Bretagna | James Hamilton, Guy Oliver Nickalls, Felix Badcock, Donald Gollan, Harold Lane, Gordon Killick, Jack Beresford, Harold West, Arthur Sulley | 6'34"2 |
| 2    | Germania      | Karl Aletter, Ernst Gaber, Wilhelm Reichert, Erwin Hofstaetter, Hermann Herbold, Gustav Maier, Robert Huber, Hans Maier, Fritz Bauer       | 6'42"8 |

| Pos. | Nazione     | Atleti | Tempo  |
| ---- | ----------- | --- | ------ |
| 1    | Stati Uniti | Marvin Stalder, John Brinck, Francis Frederick, William Thompson, William Dally, James Workman, Hubert A. Caldwell, Peter Donlon, Donald Blessing          | 6'32"8 |
| 2    | Italia      | Medardo Lamberti, Arturo Moroni, Vittore Stocchi, Guglielmo Carubbi, Amilcare Canevari, Medardo Galli, Giulio Lamberti, Benedetto Borella, Angelo Polledri | 6'44"4 |

### Semifinali
Si disputarono l'8 agosto.
| Pos.   | Nazione     | Atleti | Tempo  |
| ------ | ----------- | --- | ------ |
| 1      | Stati Uniti | Marvin Stalder, John Brinck, Francis Frederick, William Thompson, William Dally, James Workman, Hubert A. Caldwell, Peter Donlon, Donald Blessing | 6'02"0 |
| Bronzo | Canada      | Frederick Hedges, Frank Fiddes, Jack Hand, Herbert Richardson, Jack Murdoch, Athol Meech, Edgar Norris, William Ross, John Donnelly               | 6'03"8 |

| Pos. | Nazione       | Atleti | Tempo  |
| ---- | ------------- | --- | ------ |
| 1    | Gran Bretagna | James Hamilton, Guy Oliver Nickalls, Felix Badcock, Donald Gollan, Harold Lane, Gordon Killick, Jack Beresford, Harold West, Arthur Sulley | 6'23"6 |

### Finale 1 posto
Si disputò il 10 agosto.
| Pos.    | Nazione       | Atleti | Tempo  |
| ------- | ------------- | --- | ------ |
| Oro     | Stati Uniti   | Marvin Stalder, John Brinck, Francis Frederick, William Thompson, William Dally, James Workman, Hubert A. Caldwell, Peter Donlon, Donald Blessing | 6'03"2 |
| Argento | Gran Bretagna | James Hamilton, Guy Oliver Nickalls, Felix Badcock, Donald Gollan, Harold Lane, Gordon Killick, Jack Beresford, Harold West, Arthur Sulley        | 6'05"6 |